# Aeroportul Diu
Aeroportul Diu (IATA: DIU, ICAO: VA1P) este un aeroport din Dadra și Nagar Haveli și Daman și Diu, India ce deservește zona Diu. Aeroportul a fost tranzitat în decembrie 2022 de 3.968 de pasageri.
Aeroportul dispune de o singură pistă.